# Hakea lissosperma
Hakea lissosperma är en tvåhjärtbladig växtart som beskrevs av Robert Brown. Hakea lissosperma ingår i släktet Hakea och familjen Proteaceae. Inga underarter finns listade i Catalogue of Life.